# Touro (Galiza)

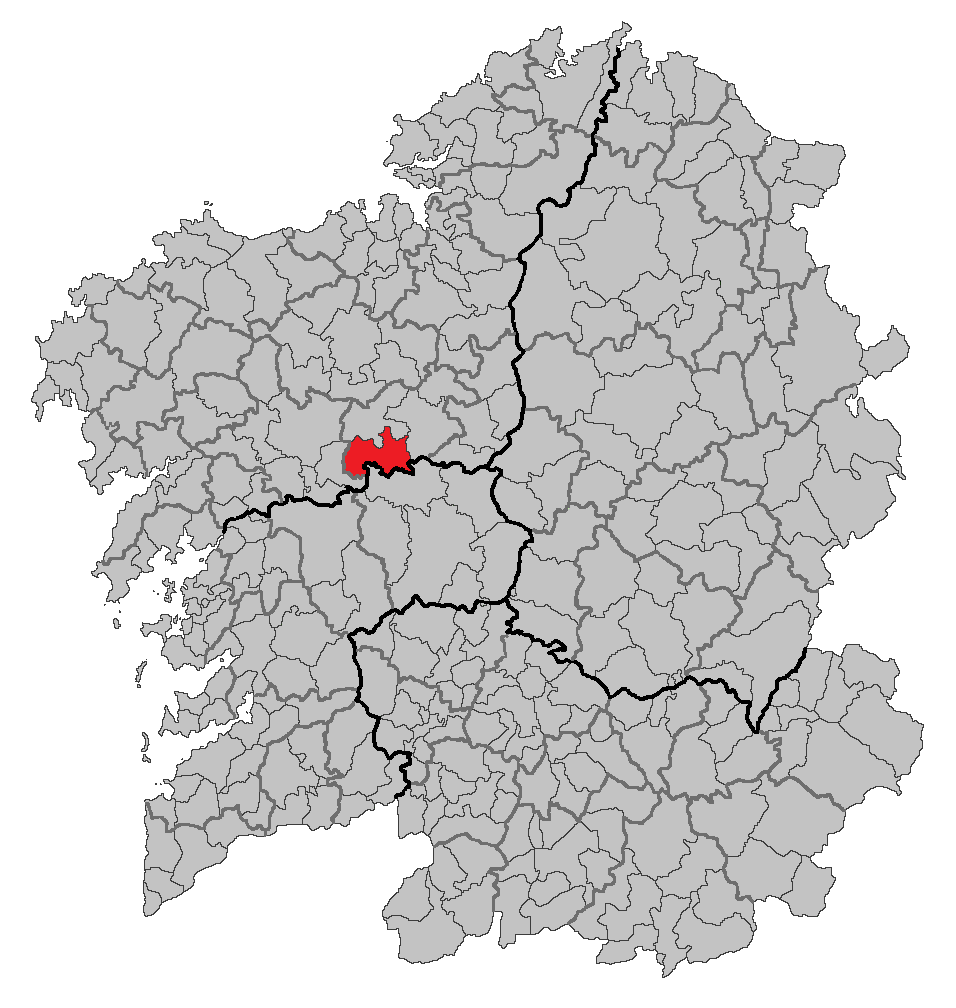
Localização de Touro na Galiza

Touro é um município da Espanha na província 
da Corunha, 
comunidade autónoma da Galiza, de área 115,69 km² com 
população de 4634 habitantes (2007) e densidade populacional de 40,06 hab/km².

## Demografia
| Variação demográfica do município entre 1991 e 2004 | Variação demográfica do município entre 1991 e 2004 | Variação demográfica do município entre 1991 e 2004 | Variação demográfica do município entre 1991 e 2004 |
| --------------------------------------------------- | --------------------------------------------------- | --------------------------------------------------- | --------------------------------------------------- |
| 1991                                                | 1996                                                | 2001                                                | 2004                                                |
| 5029                                                | 5126                                                | 4776                                                | 4634                                                |